# Changji
Cette page contient des caractères spéciaux ou non latins. S’ils s’affichent mal (▯, ?, etc.), consultez la page d’aide Unicode.
Changji (chinois : 昌吉市 ; pinyin : chāngjí shì ; ouïghour : سانجى, translit. : Sanci) est une ville-district située au nord-est de la région autonome ouighoure du Xinjiang en Chine. Elle est le chef-lieu de la préfecture autonome hui de Changji et est située dans la banlieue Ouest d'Ürümqi.

## Géographie
La ville est située sur le versant Nord de la chaîne de montagne du Tianshan (« mont céleste »), dans le Sud du bassin de Dzoungarie.

## Histoire
Le développement de la ville de Changji est lié à la fréquentation de la Route de la soie, sur laquelle elle constituait une étape importante.

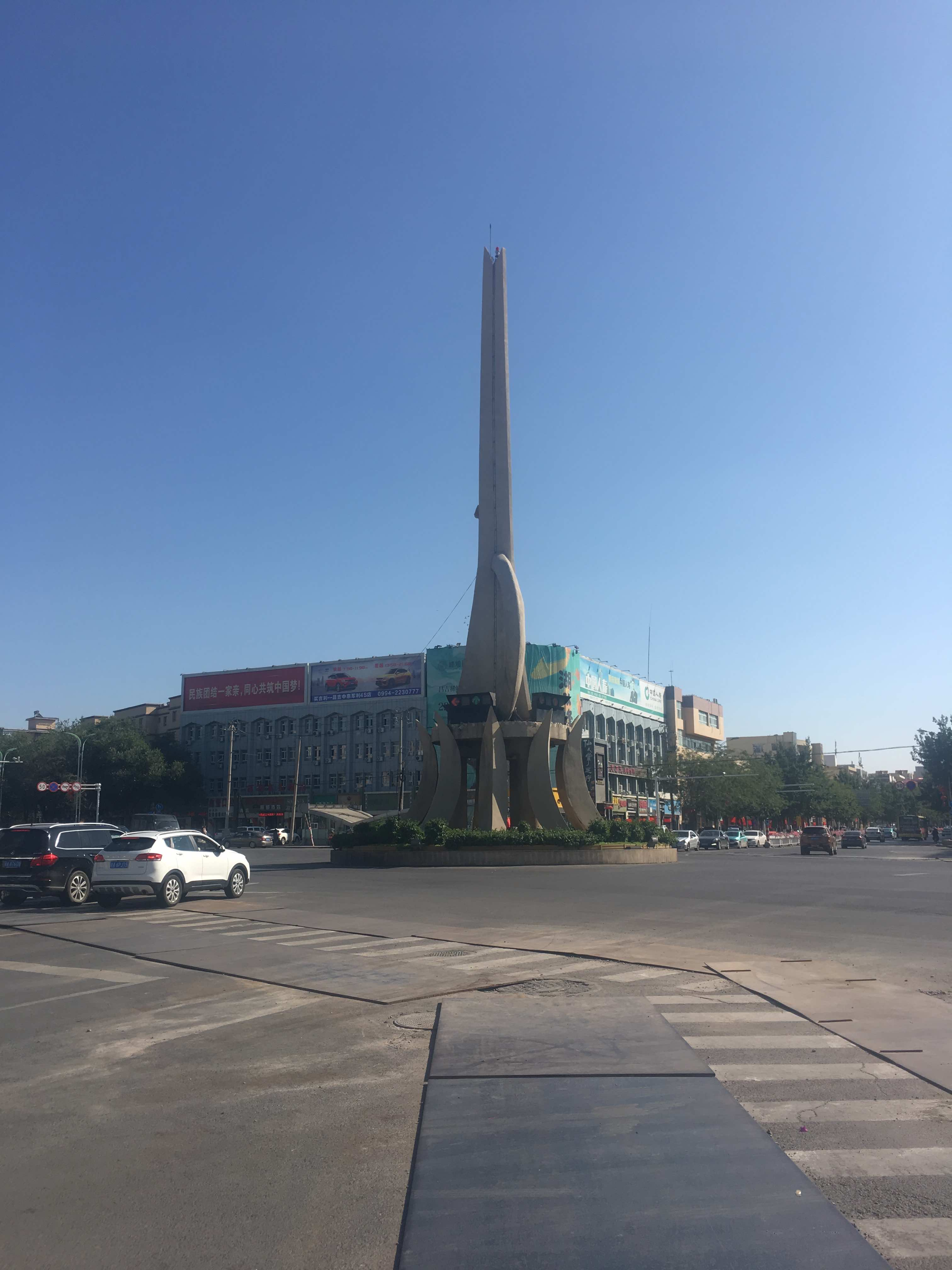
Centre-ville de Changji, île de Pégase

## Démographie
La population de la ville atteignait 349 320 habitants en 1999. Elle est majoritairement de l'ethnie Hui (chinois simplifié 昌吉回族自治州), mais elle abrite de fortes minorités kazakhes et ouigoures.

## Économie
Les activités agricoles pratiquées dans ses environs sont notamment la culture du grain et des plantes oléagineuses, ainsi que l'élevage. La ville dispose d'une Chambre de commerce et d'industrie.

## Culture
Le centre urbain comprend différents édifices culturels importants.
- Le musée de Changji (zh) (昌吉博物馆).
- Le musée des dinosaures de Changji (zh) (昌吉恐龙馆).
- Le musée des vestiges de la grange de la dynastie Qing de Changji (zh) (昌吉市清代粮仓遗址博物馆).
- Le Grand théâtre du Xinjiang (zh) (新疆大剧院), accueillant des spectacles de danse des différentes minorités du Xinjiang. Elle comporte d'imposants décors mobiles et des projections sur écrans géants.

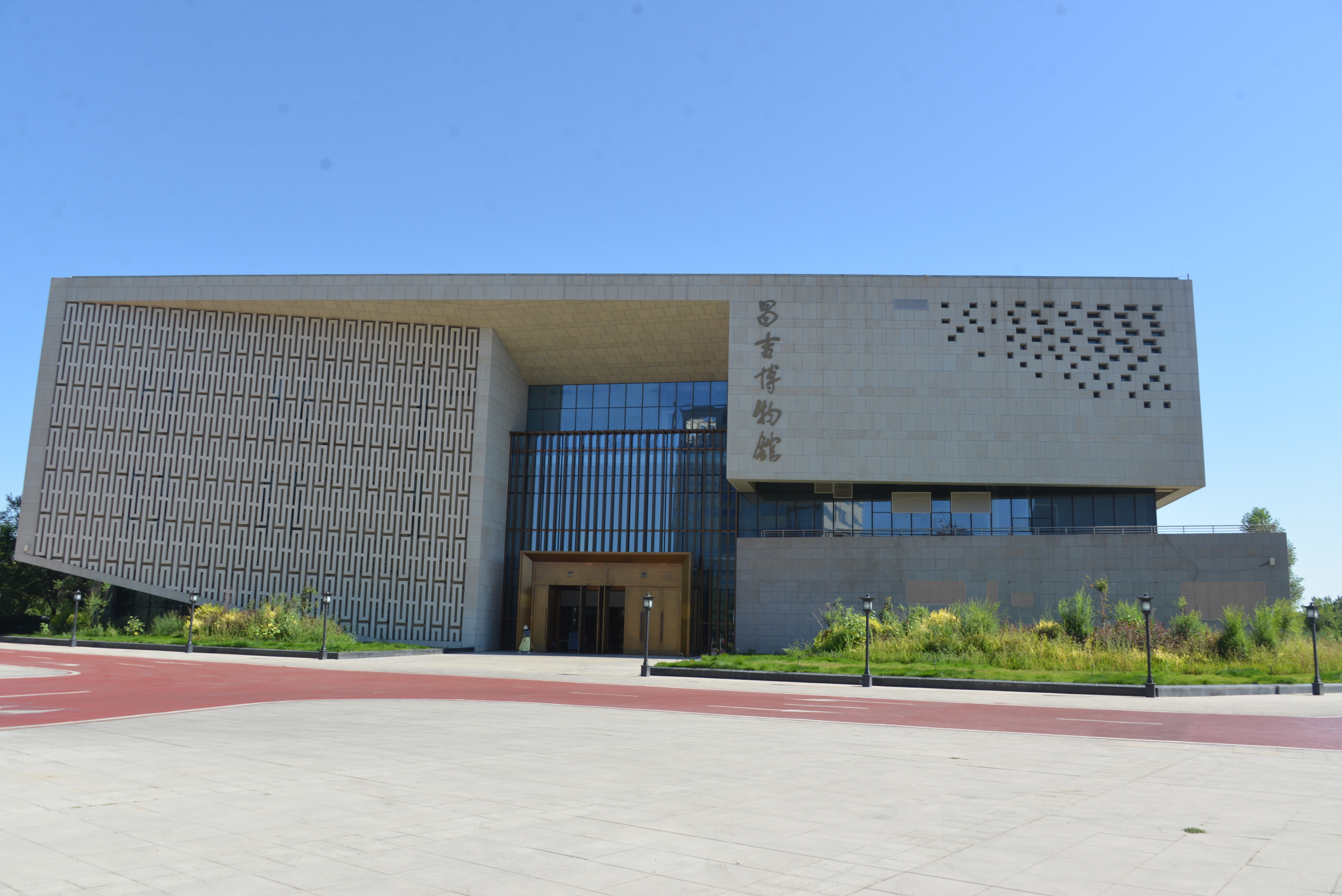
Musée de Changji
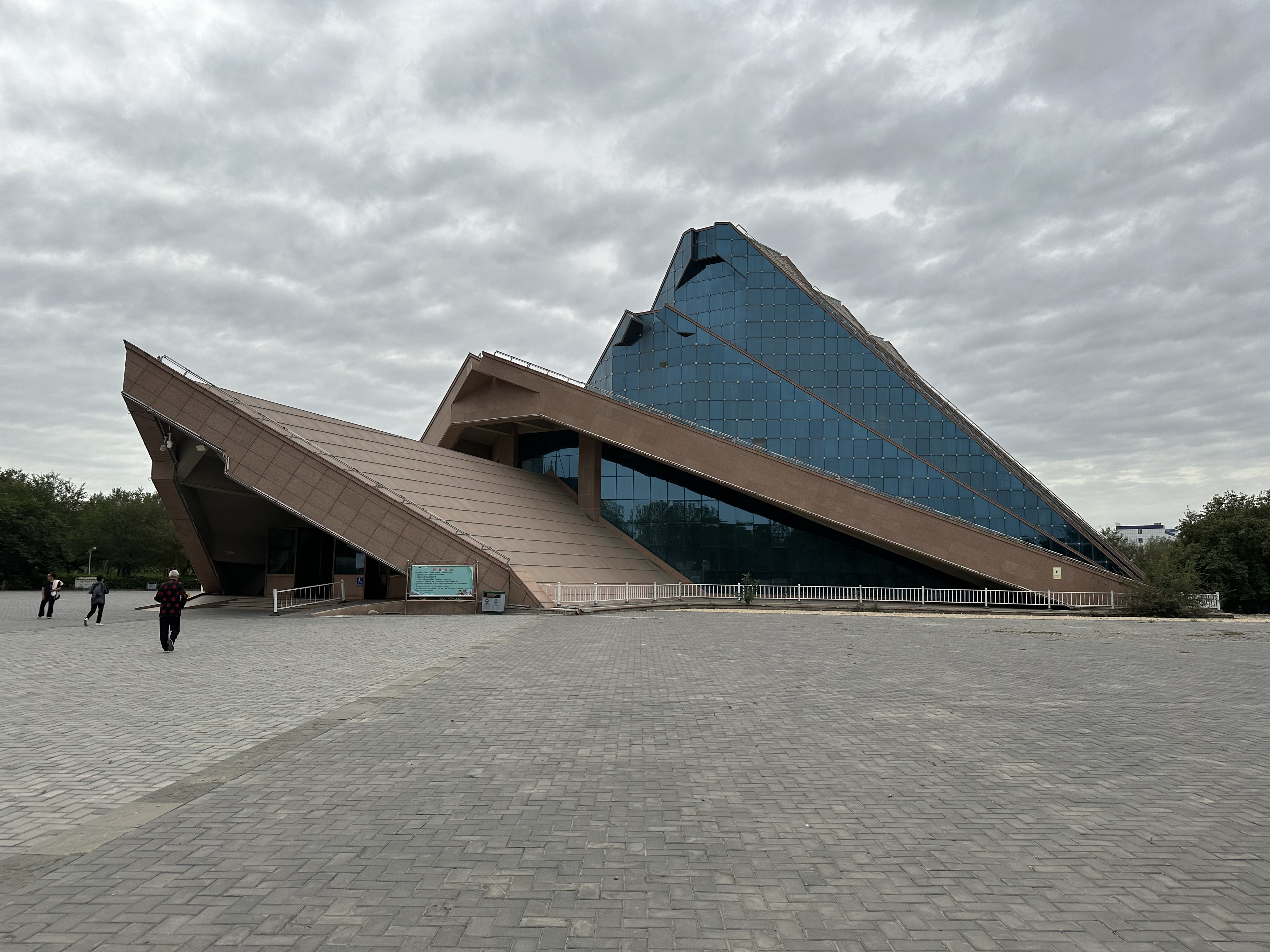
Musée des dinosaures
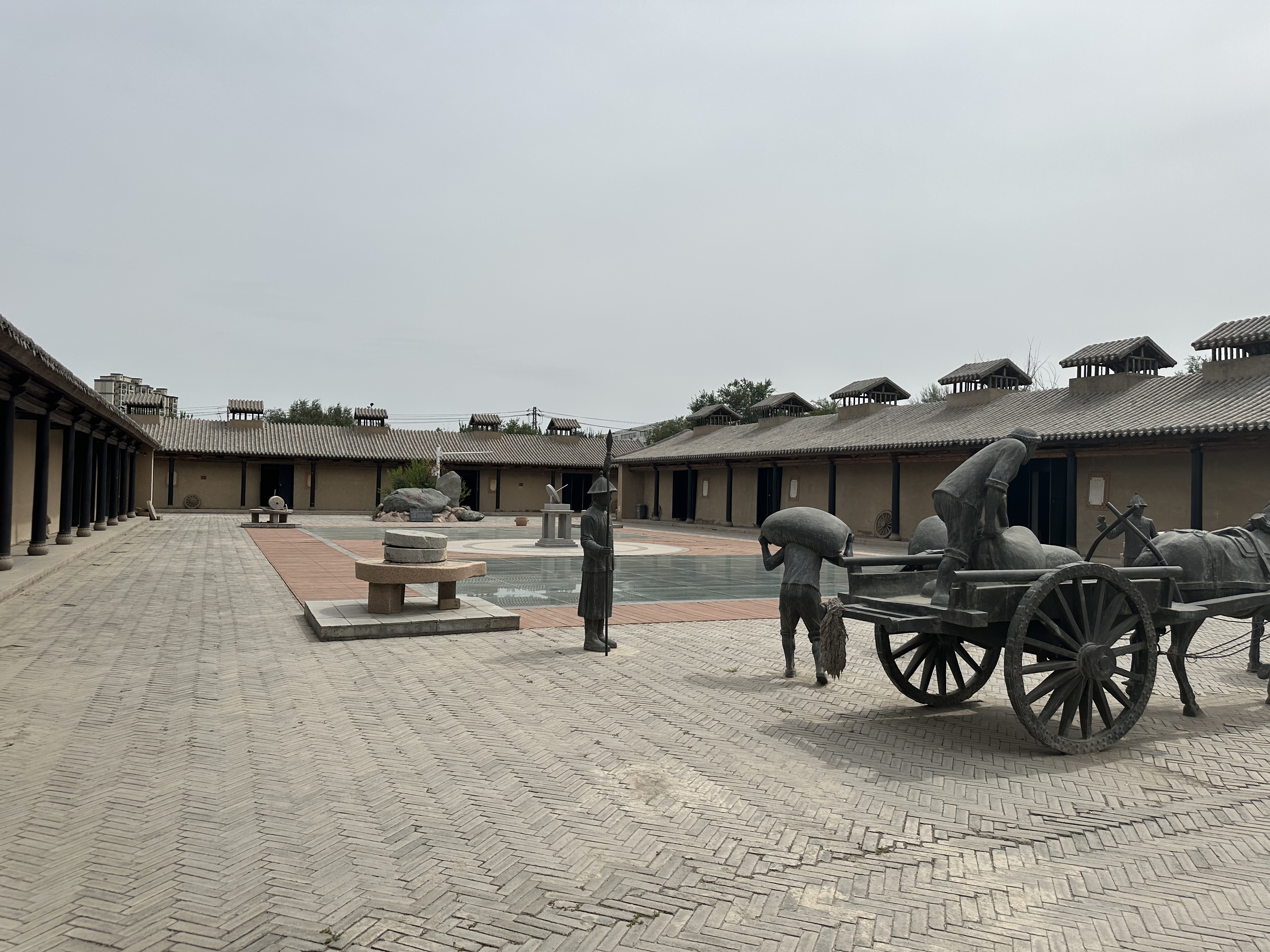
Cours du musée de la grange de la dynastie Qing de Changji
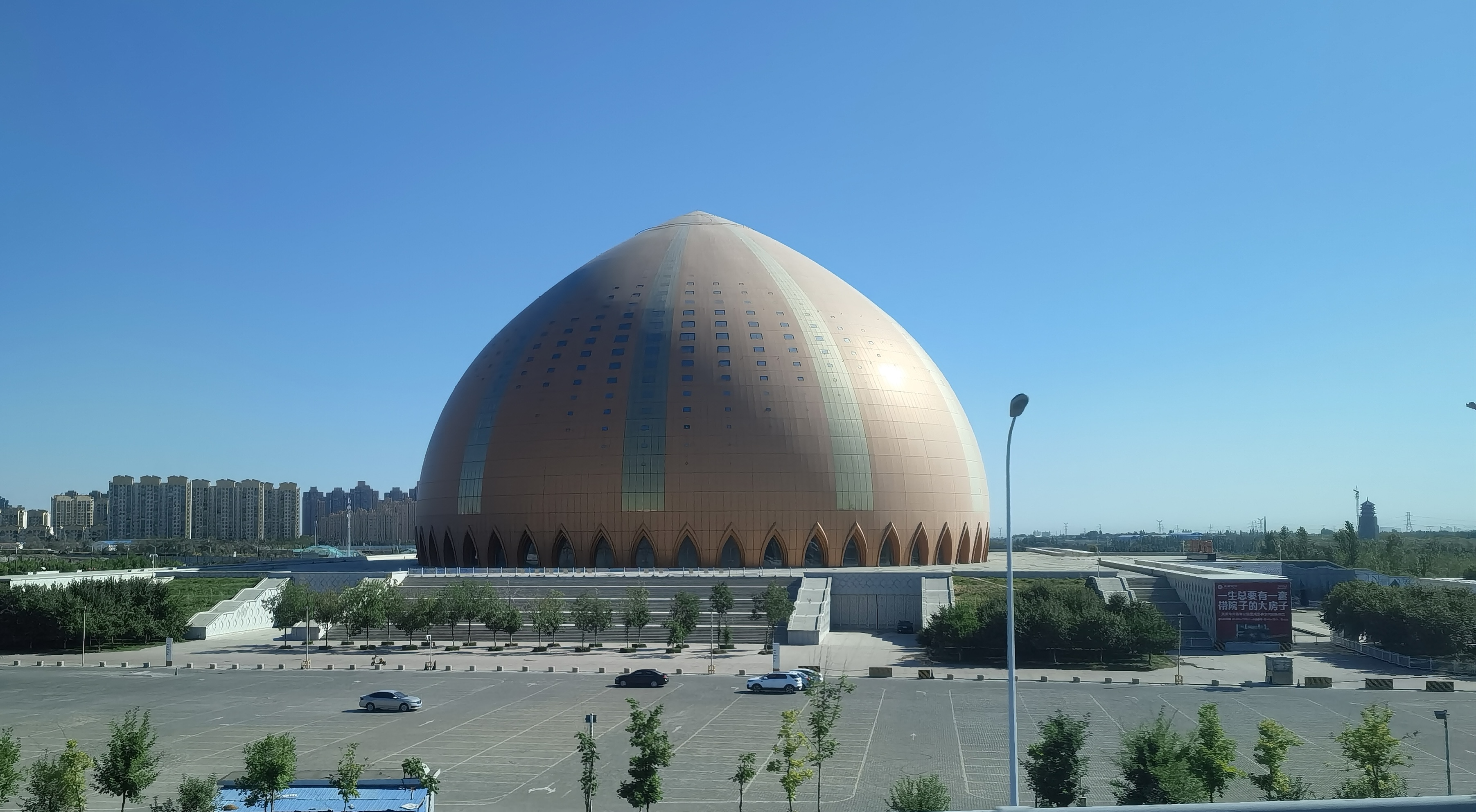
Grand théâtre du Xinjiang

## Éducation
La ville abrite l'Université de Changji (zh).

## Transports
La ville est sur le trajet de l'autoroute nationale chinoise 312.
La gare de Changji (zh) (昌吉站) est située sur a la ligne de chemin de fer Beijiang (zh) (北疆铁路, lit. Chemin de fer du Xinjiang Nord).
Changji est desservit par l'aéroport international d'Ürümqi Tianshan, localisé entre les deux centre urbains.